# Verwaltungsgliederung Angolas
Die Verwaltungsgliederung Angolas ist die vertikale administrative Struktur der Republik Angola im Südwesten Afrikas. Das Land ist in 21 Provinzen (Províncias) aufgeteilt, die sich in insgesamt 326 Kreise (Municípios) gliedern, welche sich wiederum aus 378 Gemeinden (Comunas) zusammensetzen.
Historisch hat sich die heutige Verwaltungsgliederung Angolas aus seiner etwa 500 Jahre langen Geschichte als Teil des Portugiesischen Kolonialreichs entwickelt. Damit erklären sich auch die Parallelen zur Verwaltungsgliederung Portugals in Aufbau und Begrifflichkeiten.

## Provinzen
Die 21 Provinzen Angolas entsprechen in etwa den NUTS-1-Regionen in Europa und damit beispielsweise den Bundesländern in Deutschland.
Zu den angolanischen Provinzen gehört auch die umstrittene Provinz Cabinda, in der die Unabhängigkeitsbewegung FLEC für die Abtrennung der Exklave Cabindas von Angola kämpft. Cabinda gehörte nicht unmittelbar zu Angola, bis zum Alvor-Übereinkommen, mit dem 1975 die Unabhängigkeit Angolas von Portugal besiegelt wurde. Bis heute genießt Cabinda keine Autonomie oder andere besondere Regelung über den Status einer regulären angolanischen Provinz hinaus.
Die Provinzen Angolas, mit der jeweiligen Kennung nach ISO 3166-2:
- Provinz Bengo, AO-BGO
- Provinz Benguela, AO-BGU
- Provinz Bié, AO-BIE
- Provinz Cabinda, AO-CAB
- Provinz Cuando, –1
- Provinz Cuanza Norte, AO-CNO
- Provinz Cuanza Sul, AO-CUS
- Provinz Cubango, –1
- Provinz Cunene, AO-CNN
- Provinz Huambo, AO-HUA
- Provinz Huíla, AO-HUI
- Provinz Icolo e Bengo, –1
- Provinz Luanda, AO-LUA
- Provinz Lunda Norte, AO-LNO
- Provinz Lunda Sul, AO-LSU
- Provinz Malanje, AO-MAL
- Provinz Moxico, AO-MOX
- Provinz Moxico Leste, –1
- Provinz Namibe, AO-NAM
- Provinz Uíge, AO-UIG
- Provinz Zaire, AO-ZAI

1 Die Provinz entstand zum 5. September 2024 und hat noch keinen ISO-Code.
→ Siehe auch: Liste der angolanischen Provinzen

## Kreise
Die 21 Provinzen Angolas sind in 326 Kreise aufgeteilt. Die nach dem portugiesischen Begriff Município benannten Kreise entsprechen in etwa den europäischen NUTS-2-Regionen, dies sind z. B. in Deutschland die Regierungsbezirke. Teils tragen die Kreise den Namen der Kreisstadt, teils weichen sie davon ab. Eine Vielzahl der ursprünglichen portugiesischen Ortsbezeichnungen erhielten nach der Unabhängigkeit 1975 neue Namen, im Zuge der Entkolonialisierungsbemühungen.
Auf Grund der oft großflächigen Municípios war eine Verwaltungsreform im Gespräch. Die Zahl der ursprünglich 157 Kreise wurde bereits mehrmals auf 162 erhöht. Mit der geplanten Reform sollten neue Municípios entstehen, mit einer neuen Gesamtzahl von voraussichtlich 237. Dies wurde als ein weiterer Schritt zu einer zukünftigen Kommunalen Selbstverwaltung gesehen. Damit strebte das Land eine weitere Entwicklung in der Fläche an, unter zukünftig stärkerer Berücksichtigung der kommunalen Bedürfnisse und Möglichkeiten. Die Reform trat zum 5. September 2024 in Kraft, nun mit 326 Municípios.
→ Siehe auch: Liste der Municípios von Angola

## Gemeinden
Die Municípios Angolas setzen sich aus insgesamt 378 Gemeinden zusammen, den Comunas, dt. Kommunen. Die Kommunen entsprechen in etwa den europäischen NUTS-3-Regionen, und damit z. B. den in Deutschland üblichen Landkreisen, wobei in Angola kein vergleichbarer Status zu der in Deutschland bekannten kreisfreien Stadt existiert.
Unterhalb der Comunas werden gelegentlich noch Verwaltungssektoren eingerichtet, die sectores administrativos oder auch áreas administrativos. Sie dienen als lokale Repräsentanten der Kreisverwaltungen neben den Gemeinden.
Innerhalb der Comunas befinden sich die eigentlichen Ortschaften (Localidades). Größere Orte tragen häufig die bereits aus portugiesischen Zeiten stammenden und bis heute weiter genutzten Kennzeichnungen Kleinstadt (Vila) oder Stadt (Cidade). Mit Aldeias werden dagegen Dörfer und kleinere Ortschaften bezeichnet.
→ Siehe auch: Liste der Kommunen von Angola

## Traditionelle Verwaltungsstrukturen
Neben der amtlichen staatlichen Verwaltung haben sich bis heute traditionelle Verwaltungsstrukturen erhalten. Die höchste Ebene ist das Königreich (Reino), mit dem König (Rei) oder der Königin (Rainha) als Oberhaupt. Darunter folgen die „Herrschaftsbezirke“ (Regedorias) mit dem Regedor als Oberhaupt, zumeist als Soba grande bezeichnet. Die Regedorias sind häufig in kleinere Regedorias aufgeteilt, mit dem Soba als Oberhaupt, und umfassen zumeist ihrerseits mehrere Ortschaften („Dörfer“, Aldeias).
Die Regedorias sind meist sehr viel kleiner als eine Comuna. Unterschiedlich viele Dörfer können von einer Regedoria umfasst werden. Der einflussreiche Soba, der „Dorfälteste“, fungiert als Bürgermeister, Schlichter und Vertrauensperson der Regedoria, und vertritt zudem die Bevölkerung gegenüber staatlichen Stellen. Angesichts der historischen Bedeutung und des noch immer großen Einflusses der Sobas auf die lokale Bevölkerung werden die Regedorias von staatlicher Seite als parallele Verwaltungsstruktur akzeptiert und in die Arbeit der offiziellen staatlichen Verwaltung eingebunden, jedoch ohne jede hoheitlichen Befugnisse.
→ Siehe auch: Soba (Angola)